# Comitatul Washington, Utah
Comitatul Washington (engleză Washington County) este unul din cele 29 de comitate ale statului Utah din Statele Unite ale Americii. Fondat în 1852, comitatul este înglobat în Zona Statistică Metropolitană a orașului Saint George.
Conform recensământului din anul 2000, populația comitatului era de 90.354, prezentând o estimare de 140.906 la sfârșitul anului 2007. Sediul comitatului este simultan și cea mai mare localitate, orașul Saint George. Numele comitatului a fost atribuit după numele de familie al primului președinte american, George Washington.
Creșterea dramatică a populației comitatului în primul deceniu al mileniului trei se datorează și plasării comitatului Washington pe locul cinci, pe lista celor mai mari creșteri a locurilor și a ofertei de muncă din Statele Unite.

## Geografie
Conform Biroului de recensământ al Statelor Unite, comitatul are o suprafață totală 6.293 km², dintre care 6.285 km² reprezintă uscat și restul, de circa 8 km², reprezintă apă (0,13%). Altitudinea comitatului variază între 664 și 3.107 metri.
Comitatul include o zonă aflată de-a lungul "Vechiului drum spaniol", care în porțiune sa din Utah se numește Mountain Meadows. Parcul Național "Zion" se găsește în partea estică a comitatului Washington.

### Comitate vecine
- Comitatul Iron, Utah - la nord
- Comitatul Kane, Utah - la est
- Comitatul Mohave, Arizona - la sud
- Comitatul Lincoln, Nevada - la vest

### Drumuri importante
- Interstate 15
- State Route 9
- State Route 17
- State Route 18
- State Route 59

### Zone protejate național
- Dixie National Forest (parțial)
- Zion National Park (parțial)

## Educație
Alături de districtul școlar al comitatului, Washington County School District (similar cu un inspectorat școlar județean din România), care este responsabil de școlile primare, gimnazii și licee, în comitatul Washington se găsește un colegiu universitar, Dixie State College of Utah, aflat în sediul comitatului, având și o extensie în localitatea Hurricane.

## Demografie
Conform recensământului din anul 2000, populația totală era de 90.354 de locuitori, distribuiți în 29.939 de locuințe și formând 23.442 de familii. Estimarea aceluiași USCB pentru populație era de 126.312, în 2005– 2006, desemnând o creștere semnificativă de 39,8%.
|  | Graficele sunt indisponibile din cauza unor probleme tehnice. Mai multe informații se găsesc la Phabricator și la wiki-ul MediaWiki. |

Date: Wikidata - grafică realizată de Wikipedia

## Orașe

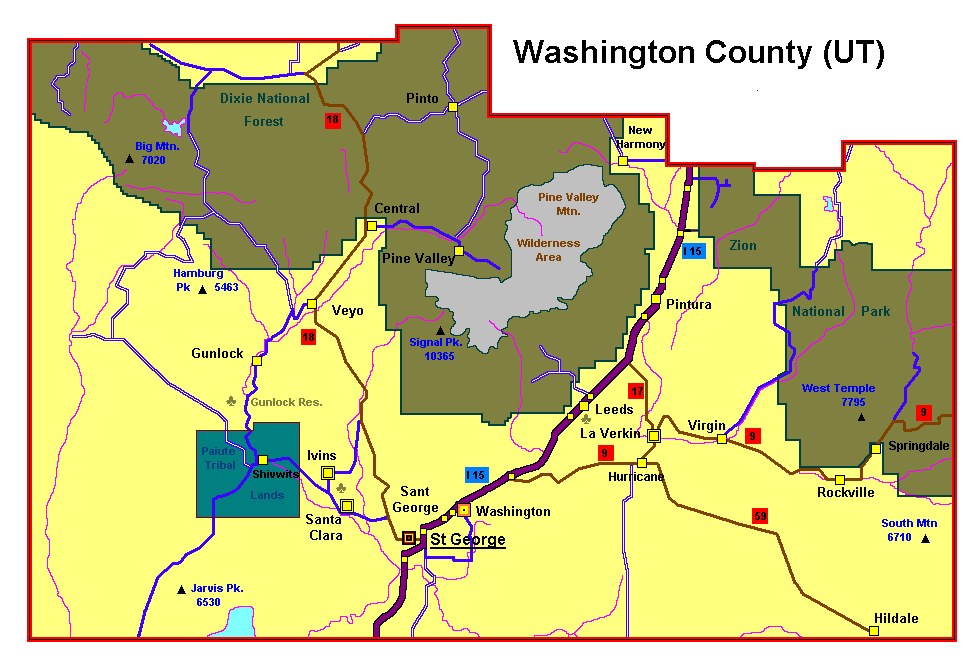
Orașele comitatului

- Apple Valley, localitate încorporată în 2004
- Central
- Dammeron Valley
- Enterprise
- Gunlock
- Hildale
- Hurricane
- Ivins
- La Verkin
- Leeds
- New Harmony
- Pine Valley
- Pintura (cunocută anterior ca Bellevue)
- Rockville
- Santa Clara
- Springdale
- St. George
- Toquerville
- Veyo
- Virgin
- Washington